# Everything Was Sound
Everything Was Sound es el segundo álbum de estudio de la banda estadounidense de metalcore Silent Planet. Fue lanzado el 1 de julio de 2016 a través de Solid State Records. Fue coproducida por Will Putney y el guitarrista Spencer Keene. Este es también el último álbum que presenta a Keene.

## Antecedentes y promoción
El 27 de abril de 2016, la banda anunció en Vans Warped Tour el álbum en sí y la fecha de lanzamiento. Lanzaron tres sencillos del disco y dos de ellos se acompañan de videos musicales. "Panic Room" estuvo disponible el 12 de mayo. "Psychescape", con Spencer Chamberlain de Underoath, se transmitió el 2 de junio. El tercer y último sencillo, "Orphan", se dio a conocer el 17 de junio.

## Lista de canciones
Todas las canciones escritas y compuestas por Silent Planet. 
| N.º | Título                                               | Duración |  |
| 1.  | «Inherit the Earth»                                  | 3:48     |  |
| 2.  | «Psychescape» (con Spencer Chamberlain de Underoath) | 3:06     |  |
| 3.  | «Dying in Circles»                                   | 2:58     |  |
| 4.  | «Understanding Love as Loss»                         | 3:26     |  |
| 5.  | «Tout Comprendre»                                    | 0:51     |  |
| 6.  | «Panic Room»                                         | 3:59     |  |
| 7.  | «REDIVIDEЯ»                                          | 3:10     |  |
| 8.  | «Nervosa» (con Cory Brandan de Norma Jean)           | 3:48     |  |
| 9.  | «C'est Tout Pardonner»                               | 2:11     |  |
| 10. | «Orphan»                                             | 3:47     |  |
| 11. | «No Place to Breathe»                                | 2:37     |  |
| 12. | «First Father»                                       | 4:26     |  |
| 13. | «Inhabit the Wound»                                  | 3:31     |  |

## Posicionamiento en lista
| Lista (2016)                          | Posición |
| ------------------------------------- | -------- |
| Estados Unidos (Billboard 200)        | 85       |
| Estados Unidos (Christian Albums)     | 1        |
| Estados Unidos (Top Hard Rock Albums) | 1        |
| Estados Unidos (Independent Albums)   | 4        |
| Estados Unidos (Top Rock Albums)      | 7        |

## Personal
Silent Planet
- Garrett Russell - voz principal
- Spencer Keene – guitarra, producción
- Mitchell Stark - guitarra
- Thomas Freckleton – bajo, teclados, voz gutural
- Alex Camarena – batería

Músicos adicionales
- Spencer Chamberlain: voz (pista 2).
- Cory Brandan: voz (pista 8).